# Вільгельм II (граф Ено)
Вільгельм II Сміливий (фр. Guillaume le Hardi, нід. Willem de Stoute; 1317 — 26 вересня 1345) — граф Ено (як Вільгельм II), граф Голландії і Зеландії (як Вільгельм IV) в 1337—1345 роках.

## Життєпис
Походив з династії Авенів. Другий син Вільгельма I, графа Ено, Голландії і Зеландії, та Жанни де Валуа. Народився 1317 року. Оскільки його старший брат Жан перед тим помер, став спадкоємцем родинних володінь. Отримав титул графа Остервана.
1334 року одружився з представницею Брабантського дому. Цим шлюбом було закріплено встановлення миру між Авенами і Брабантським герцогством.
1337 року після смерті батька успадкував Ено, Голландію і Зеландію. На цей час тривала Столітня війна. Під тиском швагрів Едуарда III, короля Англії, та Людвига IV, імператора Священної Римської імперії, Вільгельм II приєднався до антифранцузької коаліції.
1340 року Вільгельм II брав участь у битві при Слейсі, де англо-фламандський флот завдав поразки франко-генуезькому. Того ж року надав Роттердаму права міста. В подальшому Вільгельм II обмежувався нападами на прикордонні французькі міста. Втім невдовзі уклав перемир'я з французьким королем Філіппом VI.
Тричі брав участь у хрестових походах проти пруссів та литовців на боці Тевтонського ордену. Здійснив прощу до Палестини.
1345 року Йоганн IV фон Аркель, єпископ Утрехту, спробував звільнитися від залежності з боку графа. У відповідь Вільгельм II взяв в облогу Утрехт, змусивши після 8 тижнів облоги єпископа Йоганна IV підкоритися. Того ж року рушив проти повсталої Фризландії, де зазнав поразки в битві біля Ставерне, де загинув. Володіння отримала сестра Маргарита.

## Родина
1. Дружина — Жанна, донька Жана III, герцог Брабанту.
Діти:
- Вільгельм (помер дитиною)

2 бастарди